# Beta Ursae Minoris
Beta Ursae Minoris (β UMi / β Ursae Minoris) é a segunda estrela mais brilhante da constelação Ursa Menor. Ela é tradicionalmente chamada Kochab.  A magnitude de Kochab é 2,07. Está a 16 graus de Polaris. A estrela é uma gigante laranja e está a 126,4 ± 2,5 anos luz da Terra. Ela é 130 vezes mais luminosa que o Sol. Kochab tem uma temperatura superficial de aproximadamente 4 000 Kelvin (K).
Kochab e sua vizinha Pherkad são ambas estrelas visíveis a olho nu e são algumas vezes referidas até como "Guardiãs Polares".
A origem do nome Kochab não é claro.